# Jaime Neves
Jaime Alberto Gonçalves das Neves, mais conhecido por Jaime Neves GOTE (Sabrosa, São Martinho de Anta, 28 de março de 1936 – Lisboa, 27 de janeiro de 2013) foi um militar português, combatente da Guerra Colonial Portuguesa. Posteriormente participante da Revolução de 25 de Abril de 1974, e agente decisivo nas operações de defesa contra o Golpe de 25 de Novembro de 1975 que levaram ao fim do Processo Revolucionário em Curso.

## Biografia
Em 1953, Jaime Neves entrou para a escola do exército e realizou uma comissão de serviço no antigo Estado Português da Índia entre os anos de 1958 a 1960.

### Guerra Colonial
Jaime Neves foi destacado para África, onde cumpriu quatro missões: duas em Angola e duas em Moçambique. Tira o Curso de Comandos no Centro de Instrução de Comandos de Luanda. Em 1965 dirige a 2.ª Companhia de Comandos, inicialmente no norte de Angola e posteriormente em Moçambique. É condecorado com a Cruz de Guerra de 1.ª Classe em consequência de ser atingido de raspão por um disparo. Na qualidade de Major Graduado irá dirigir a 28.ª Companhia de Comandos, em Moçambique.
Em plena Guerra Colonial 1971 Jaime Neves assume a direção do Batalhão de Comandos de Montepuez, que reúne todas as Companhias de Comandos portugueses em Moçambique, tornando-se responsável máximo por dois mil e quinhentos soldados, que dirige por rádio e na frente de combate através de helicóptero. São estas tropas que matam mais de 380 civis em Tete e, em dezembro de 1972, 6ª Companhia, parte do Batalhão de Jaime Neves, leva a cabo o massacre de Wiriyamu.
Este feito é referido pelo músico José Afonso na sua canção O País Vai de Carrinho também conhecida como Os Meninos Nazis, do disco Como se Fora Seu Filho de 1983, referindo o nome de Jaime Neves quando faz referência aos crimes de guerra cometidos pelo exército português na Guerra Colonial, em Wiriamu, Mocumbura e Marracuene.
Jaime Neves irá a Moçambique uma última vez com a missão de impor a rendição de duas Companhias de Comandos que, após o fim da guerra se negavam a terminar o combate continuando a assassinar independentistas contra as ordens do Exército Português. Jaime Neves colocou fim à insurreição destas duas companhias, a 20-43 e a 20-45, negociando com os militares revoltosos que nenhum seria detido nem castigado pelos crimes cometidos.

### Promoção a Tenente-Coronel
Era tenente-coronel graduado em coronel durante o Verão Quente de 1975 e chefiava o Regimento de Comandos.

### Processo Disciplinar
Em 1981 Jaime Neves passa à reserva. Profere nesse ano declarações que farão o Exército aplicar-lhe um castigo disciplinar de dez dias, durante os quais fica detido no Quartel General da Região Militar de Lisboa. A pena será dada por cumprida a 12 de Dezembro de 1981, data em que é posto em liberdade.

### Empresário de Segurança Privada
Aposentado do exército, Jaime Neves funda a 1 de março de 1990, com o Capitão Comando Sousa Gonçalves, a empresa de segurança privada 2045, cujo fardamento com boina vermelha e preta são uma alusão aos Comandos Portugueses, e o nome uma alusão à companhia de comandos revoltosa 20-45 que Jaime Neves dirigia em Moçambique que se recusou a deixar de combater após decretado o fim da Guerra Colonial.
Com forte implantação em Angola e Moçambique, onde Jaime Neves e os comandos portugueses combateram, os negócios da empresa 2045 apenas com o Estado Português estão avaliados em 40 milhões e 800 mil euros entre os anos de 2008 e 2020.

### Promoção a Coronel
Foi agraciado a 13 de Julho de 1995, pelo então presidente da República Mário Soares e com o posto de Coronel, com o grau de Grande-Oficial da Ordem Militar da Torre e Espada, do Valor, Lealdade e Mérito.

### Promoção a Major-General
Foi promovido a major-general, por proposta do exército e com a aprovação das chefias de todos os ramos das Forças Armadas e após sugestão de António Ramalho Eanes e Vasco Rocha Vieira.
A promoção teve com base no seu papel durante a defesa contra o Golpe de 25 de Novembro de 1975 que colocou um fim ao Processo Revolucionário em Curso, "tendo em conta o papel muito relevante que Jaime Neves teve para evitar que Portugal caísse numa ditadura comunista", além de "garantir que Portugal seguia no sentido do pluralismo, da democracia e da liberdade de expressão". As chefias militares consideraram que o seu "mérito e os serviços prestados à Pátria" justificam a "promoção por distinção".
Vasco Lourenço, presidente da Associação 25 de Abril, em declarações ao Expresso, disse  que "o curriculum militar de Jaime Neves não o justifica", considerando que a promoção só se entende se "quiserem refundir Abril, substituindo Salgueiro Maia por Jaime Neves. Estão a hostilizar e a ofender profundamente os militares de Abril e o próprio 25 de Abril", conclui. Também o Partido Comunista se insurgiu com a promoção. Jaime Neves desvalorizou as críticas e respondeu: "Os cães ladram, a caravana passa".
Vale lembrar que o general Vasco Lourenço, durante seu tempo como governador militar de Lisboa e comandante de sua região militar (desde agosto de 1976), não tinha sob suas ordens uma única unidade militar da região: os comandos do coronel Jaime Neves, aos quais o general Rocha Vieira, chefe do Estado Maior do Exército, decidiu manter sob seu comando direto. Em 30 de março de 1978, os dois generais - Vasco Lourenço e Rocha Vieira - foram demitidos de seus cargos pelo Presidente da República, General Antonio Ramalho Eanes.
A promoção a Major-General foi confirmada pelo 19.º Presidente da República Portuguesa, Aníbal Cavaco Silva, a 14 de Abril de 2009.

### Morte
O empresário e Major-General cmd Jaime Neves morreu a 27 de janeiro de 2013, no Hospital Militar Principal, em Lisboa.